# 동료 평가

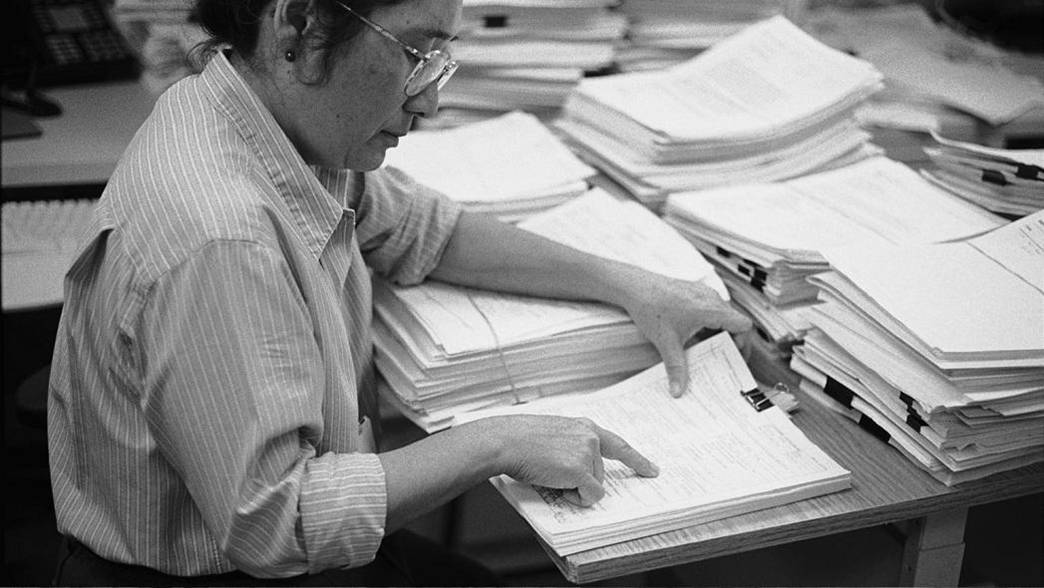
미국의 국립 보건 연구원(National Institutes of Health)의 심사원이 연구비 요청 문건을 평가하고 있다.

동료 평가(同僚 評價, 영어: peer review) 또는 심사(審査, 영어: refereeing)는 논문을 비롯한 학문 연구, 방송 심의 평가에서 같은 분야의 전문가들이 저자의 연구물을 심사하는 과정이다. 동료평가는 중립적인 평가를 할 수 있는 자격을 갖춘 특정 분야의 전문가가 모인 공동체가 있어야 가능하다.
| 대부분의 연구진들은 해당 분야에서 저명하고 임팩트 팩터가 높은 저널에 투고하고 싶어한다. 하지만 저명한 저널에 논문이 투고 후 거절 시, 다른 곳에 투고하는 방법을 택하는 경우도 많다. 이로 인해 논문에 적합한 저널을 찾기까지 짧게는 수 개월, 길게는 수 년이 걸리기도 하며, 특히 수많은 출판 논문으로 인해 사전 스크린 과정과 동료평가를 포함한 전체 과정이 지연되는 경우가 많다. |

학술논문 평가에서 동료평가 과정은 필수적이지만 비효율적인 과정 때문에 많은 비판을 받고 있다. 동료평가 자체가 자원봉사의 형식으로 진행되다 보니 바쁜 연구자들이 다른 저자들의 연구에 신경 써서 많은 시간을 투입해 평가하기가 쉽지 않고 시간도 많이 걸린다.
최근 이런 상황을 개선하기 위해 크라우드(crowd) 동료평가를 도입하여 우선 기존에 동료평가를 맡아 오던 연구자 100명을 모아 특정 논문 두 편에 대해 2~3인의 지정 리뷰 방식을 떠나 72시간 내에 어떤 것이든 선택하여 자유롭게 리뷰하고 코멘트를 달도록 했다.

## 동료평가를 하는 이유
개인이든 하나의 모임이든 간에 전문가와 저자에게는, 복잡한 저작물에 있을 모든 실수나 오류를 발견하는 일이 어렵다. 물론 잘못된 점이 있을지도 모른다는 걱정만으로 평가를 받지는 않는다. 평가를 받는 이유 중 하나는, 새롭고 균형 있는 관점을 지닌 전문가나 일반인이 글을 읽을 때, 좀 더 확실하게 저작물의 질을 개선할 가능성이 열리기 때문이다.

## 같이 보기
- 객관
- 학술 출판